# Macário do Quênia
Macário (em grego:  Μακάριος, transl.: Makários; nascido: Andreas Tillyrides; Limassol, Chipre britânico, 18 de abril de 1945) é um hierarca ortodoxo greco-cipriota do Patriarcado de Alexandria. Desde 2001 é Metropolita do Quênia.

## Biografia
Andreas Tillyrides nasceu em 1945 em Limassol, no Chipre, estudando de 1968 a 1972 em Paris no Instituto Teológico de São Sérgio, Collège de France e École pratique des hautes études, posteriormente adquirindo uma pós-graduação em história da Igreja na Universidade de Oxford, graduando-se em 1976. No ano seguinte, foi a Nairobi para organizar um seminário ortodoxo. 
Em 1992, foi tonsurado monge sob o nome Makarios e ordenado ao diaconato e presbiterado, subsequentemente se tornando Bispo Titular de Mareotis pelo então Metropolita Pedro de Axum e Bispo Teodoro de Uganda. Foi feito Metropolita do Zimbábue em 1998, e, por fim, Metropolita do Quênia em 2001. Sob sua direção, a Igreja Ortodoxa local traduziu textos litúrgicos até para dialetos africanos antes nunca escritos, e foram consagrados os dois primeiros bispos nativos: Atanásio (Akunda) de Kisumu em 2015 e Neófito (Kongai) de Nyeri e Monte Quênia no ano seguinte.